# Нусдорф-ам-Гаунсберг
Нусдорф-ам-Гаунсберг (нім. Nußdorf am Haunsberg) —  містечко та громада в австрійській землі Зальцбург. Містечко належить округу Зальцбург-Умгебунг.